# Лахуті Абулкасим
Абулкасим Ахмедзаде Лахуті́ (тадж. Абулқосим Лоҳутӣ, перс. ابوالقاسم لاهوتی; нар. 4 грудня 1887, м. Керманшах, Персія — 16 березня 1957, м. Москва, СРСР) — таджицький радянський поет, класик сучасної таджицької літератури. 

## З біографії та творчості
Абулкасим Ахмедзаде Лахуті народився в Західному Ірані в родині поета на ім'я Мірза Ахмад Ель-Хамі. Поезію Лахуті вперше було надруковано в 1907 році у часописі Habal al-Mateen (Калькутта), коли поетові було 18 років.
Згодом Лахуті зайнявся політикою і навіть отримав срібну медаль від Саттар-хана. Спершу здобував ісламську освіту, потому виїхав до Болгарського царства, де писав поетичні твори на мусульманську тематику. Повернувшись до Персії, служив у армії, здобувши звання капітана.
Після вироку на смерть у суді в місті Кум, змушений був тікати до Османської імперії, але по часі пристав до повстанської партії шейха Мохаммада Хіябані в Тебрізі. Після поразки повстанців, Лахуті втік до Баку.
Проживаючи в Нахічевань, Лахуті зацікавився комуністичними ідеями. І невдовзі, у 1922 році емігрував до Радянського Союзу, де залишився до кінця життя.
Від 1924 року — член КПРС.
У 1925 році Абулкасим Лахуті переїхав до Душанбе, де увійшов у літературне коло Садриддіна Айні. Він швидко здобув популярність і вдячну публіку, що навіть заслужило йому репутацію одного із зачинателів сучасної таджицької радянської поезії
У СРСР у 1920—30 Абулкасим Лахуті оспівував радянську тогочасну дійсність, розбудову молодої держави, трудові звершення простих людей — збірка віршів «Червона поезія» (1927), поеми «Кремль» (1923), «Ленін живий» (1924), «Корона та прапор» (1935), «Батьківщина радості» (1935). 
Вірші періоду німецько-радянської війни — «Мардистан» (1941), «Витязь Мир», «Перемога Тані» (обидва — 1942) — про героїзм радянських воїнів та партизанів.
Є у доробку Лахуті й лірична поезія, драматичні твори. Так, драматична поема «Коваль Кава» (1941) послужила лібретто для однойменної опери.
Лахуті був нагороджений орденом Леніна, іншими орденами. Помер у 1957 році в Москві.
Іменем Лахуті названий Таджицький Академічний театр (м. Душанбе), біля якого йому встановлений пам'ятник.

## Лахуті і Україна[3]
Абулкасим Лахуті неодноразово бував в Українській РСР.
Україні поет присвятив ряд поезій: «Відповідь на «Заповіт» Шевченка» (1933), «На березі Дніпра» (1936), «Дім Тараса буде вільний», «Народові України» (обидва — 1942).
Лахуті виступав і як перекладач творів Тараса Шевченка.
Українські переклади:
- Поезії, Х., 1932;
- Вибрані поезії, Х., 1934;
- Тарасу Шевченкові // в кн. Народи-брати., К., 1954;
- [Вірші] // «Вітчизна» № 12 за 1977 рік.

## Виноски
1. 1 2 3  Awsati, Alireza. Iran in the last 3 Centuries. Published Tehran, 2003. Vol1 ISBN 978-964-93406-6-1, Vol2 ISBN 978-964-93406-5-4.
2. ↑  Iraj Bashiri, Prominent Tajik figures of the twentieth century, Dushanbe, 2002
3. ↑  Лахуті Абулькасім Ахмедзаде // Українська радянська енциклопедія : у 12 т. / гол. ред. М. П. Бажан ; редкол.: О. К. Антонов та ін. — 2-ге вид. — К. : Головна редакція УРЕ, 1981. — Т. 6 : Куликів — Мікроклімат. — 552 с., [22] арк. іл. : іл., табл., портр., карти + 1 арк с., стор. 81